# Norton (Virginie)
Pour les articles homonymes, voir Norton.
Norton est une ville indépendante de Virginie, aux États-Unis. Sa population est de 4 031 habitants (estimation 2014) et s'étend sur 19 km2.

## Source
- (en) Cet article est partiellement ou en totalité issu de l’article de Wikipédia en anglais intitulé « Norton, Virginia » (voir la liste des auteurs).